# 오카다 다케오

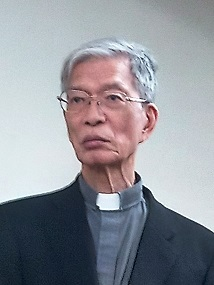
오카다 다케오

오카다 다케오(岡田武夫, 1941년 10월 24일 ~ 2020년 12월 18일)는 일본의 로마 가톨릭교회 성직자로 2000년부터 2017년까지 도쿄 대교구장을 지냈다. 세례명은 베드로이었다.
오카다 대주교는 지바현 이치하라시 출신이다. 도쿄대학교 법학과 재학 중에 개신교에서 가톨릭교회로 회심했으며, 1973년 11월 3일 사제 서품을 받았다. 1991년 4월 15일 교황 요한 바오로 2세에 의해 우라와 교구장에 임명되었다. 그의 주교 서품식은 같은 해 9월 16일에 거행되었다.
2000년 1월 17일 도쿄 대교구장 시라야나기 세이이치 추기경이 고령을 이유로 대교구장직을 사임하자 2000년 6월 12일 오카다 다케오 주교가 신임 대교구장에 임명되었다. 그의 대교구장 착좌식은 같은 해 9월 3일에 거행되었다. 또한 오카다 다케오 대주교는 일본 가톨릭 주교회의 의장을 맡았다.
2012년 10월 27일 교황 베네딕토 16세는 오카다를 교황청 종교간 대화 평의회 위원에 임명했다.
2013년 7월 27일 교황 프란치스코는 그를 사이타마 교구의 교구장 서리에 임명했다.
교황 프란치스코는 2017년 10월 25일 오카다 대주교의 사임을 받아들이고 그의 후임자로 니가타 교구장 키쿠치 이사오를 임명했다.
2020년 12월 18일 도쿄에서 숙환으로 선종하였다.